# Acipenser oxyrinchus oxyrinchus
Acipenser oxyrinchus oxyrinchus Mitchill, 1815, conosciuto comunemente come storione dell'Atlantico, è un pesce osseo appartenente alla famiglia famiglia Acipenseridae, sottospecie di A. oxyrhinchus.

## Distribuzione e habitat
A. o. oxyrinchus ha un areale storico localizzato lungo le coste atlantiche di Canada e Stati Uniti, dal Labrador alla Florida. Nonostante la popolazione sia ora inferiore rispetto ai livelli storici, individui riproduttivi sono ancora presenti in almeno 14 fiumi della costa degli Stati Uniti (dal Maine alla Georgia) e diversi altri in Canada.

## Conservazione
La competizione, predazione, le malattie e i parassiti sono stati considerati nel 1998 dei pericoli non immediati per lo storione dell'Atlantico. Ad ogni modo, nel XX secolo gli habitat riproduttivi di questa specie sono stati in vari casi compromessi da vari fattori. Nonostante problemi dell'habitat e della qualità dell'acqua siano ancora presenti in diverse località, la grande maggioranza dell'areale occupato da questa specie pare ancora intatto. Attualmente la popolazione di A. o. oxyrinchus è in aumento.